# 中美三个联合公报
| 中美三个联合公报 “中美关系的政治基础” |            |
| 1972年2月28日                         | 上海公报   |
| 1979年1月1日                          | 建交公报   |
| 1982年8月17日                         | 八一七公报 |

中美三个联合公报（英語：Three Joint Communiqués）是指中华人民共和国政府与美利堅合眾國政府共同對外發表的三个外交聲明的合稱，包括《上海公报》、《中美建交公报》和《八一七公报》。这三个公报是雙方在冷战时期开启对话和关系正常化的重要基础，其中有关台湾问题的部分在今天的重要性则更为显现。
美国政府主張其外交上的一個中國政策（One-China Policy）是基于“中美三个联合公报”，六項保證和《台湾关系法》制订的，但否認簽署中美三個聯合公報代表美國支持中華人民共和國主張的一個中國原則（One China Principle）。

## 上海公报

1972年2月28日，位於上海的尼克松

第一个联合公报《上海公报》于美国总统尼克森访华期间在上海与中华人民共和国国务院总理周恩来签署，全稱為《中华人民共和国和美利坚合众国联合公报》，于1972年2月28日签署。这个联合公报的特别之处在于，双方首先并没有回避各自的歧见，文件中阐明了两方不同的观点，然后表示双方愿意尊重对方的立场。随后再阐述双方达成的共识。
《上海公报》的主要内容包括：
- 雙方对越南问题以及亚洲其他地区政治局势的不同看法；
- 中美关系正常化符合雙方利益；
- 国际争端应在尊重主权、不干涉别国内政等基础上解决，反对任何国家在亚洲建立霸权或在世界范围内划分利益范围；
- 中方堅決反對任何旨在製造“一中一臺”、“一個中國、兩個政府”、“兩個中國”、“台灣獨立”和鼓吹“台灣地位未定論”的活動；
- 美方认识到（acknowledges）海峡两岸所有中國人都坚持有且只有一个中国（there is but one China），台灣是中國的一部分，并对这一立场不表异议（not to challenge），它重申它仍寄希望（reaffirms its interest）于由中國人自己和平解決台灣問題，并隨着地區緊張局勢的緩和将逐步减少驻台美军设施和武装力量；
- 扩大雙方民间交流与往来，为双边贸易提供便利；
- 保持接触管道。

《上海公报》是1972年尼克松访华的主要成果，代表中美关系相对缓和。美方拉拢中華人民共和國政府，在国际上进一步孤立苏联及其衛星國家，利用中苏分裂加强美国的国家安全。虽然北京與華盛頓意识形态不同，但是中華人民共和國领导人认为由於地理原因，苏联依然是中华人民共和国政府的最大威胁，因此与美国改善关系有利。而今天，《上海公报》最大的意义则在于美国对一个中国的立场首次正式表明了不表异议（not to challenge）。
《上海公报》的簽署也導致美軍開始逐漸撤出台灣，根據美軍協防台灣司令部（USTDC）的數據，1970年時駐台美軍人數約1萬人，到了1974年時，駐台美軍人數只剩約5800人。

对于上海公报，尼克松曾向中华民国驻美大使沈剑虹提出了几次对中华民国的保证：

1. 美國決心遵守對我承諾
2. 「上海公報」不是條約
3. 特別稱台灣是「中國的一部分」以免說成「從屬於中華人民共和國」的地位
4. 美國一貫立場是台灣問題應當和平手段解決
5. 未與周恩來深入討論中共對台使用武力事宜

## 建交公报
《中美建交公报》全称 《中华人民共和国和美利坚合众国关于建立外交关系的联合公报》，于1979年1月1日正式生效，宣布雙方建立正式的大使级外交关系。美方在该公报中首次承认“中华人民共和国政府是中国的唯一合法政府”，但保留与台湾的非官方往来。確切地說，美方承認（英文版為recognize）中華人民共和國政府是中國的唯一合法政府，「承認」（中國發表的中文版为“承认”，美國發表的英文版為“acknowledge”；有关此处中译的争议，详见相关条目描述）中方的「只有一个中国，台湾是中国的一部分」之立場。雙方重申反对任何国家在亚洲建立霸权的共识，暗示着对苏联的共同立场。
该建交公报在邓小平访问美国前夕公布，加强了中华人民共和国在国际上的合法性，並被视为一次外交胜利。而对依然坚持拥有全中国主权的中华民国政府而言，则是继聯合國大會第2758號決議的另一次打击。

## 八一七公报
《八一七公报》全称《中美就解决美国向台出售武器问题的公告》，是于1982年8月17日签署的，雙方互相保證台灣局勢應該走向和平解決，但也是三个联合公报中争议最大的，中方一直认为美方没有切实履行该公报中有关美国“逐步减少它对台湾的武器出售，并经过一段时间导致最后的解决”的承诺。该公报的最終目的，是为了彻底停止美国对台武器出售的问题而签订的，该问题在《上海公报》和《建交公报》中都未有效解决，双方只是阐明了各自的立场，未达成共识。但是在公报中，除了美方首次强调将逐步减少对台武器销售之外，中方则重申“争取和平解决台湾问题”，而美方也对此表示“赞赏”。
美方在该公报中就对台售武问题做出了明确的承诺，最重要的三条包括：
1. 向台湾出售的武器在性能和数量上将不超过中美建交后近几年供应的水平；
2. 准备逐步减少它对台湾的武器出售；
3. 经过一段时间最终得到解决。

在發布八一七公報的同時，8月18日，美国政府提出六项保证，作為《八一七公報》的單方面內容說明。时任美国总统雷根同時間發布對八一七公報的內部備忘錄，要求美國政府官員在執行八一七公報時不得破壞美國對台灣的和平承諾。
2019年8月30日，白宫解密的一项内部文件披露了美方持续对台军售的关键：1982年8月17日，八一七公报签署的当天，时任美国总统雷根发给当时的美国国务卿舒兹、美国国防部长温伯格一份备忘录，其中提到美國減低對台軍售的意願的前提是中國持續對於台海分歧所推行的和平解決方案，這兩件事之間的關聯是為美國對外政策的永久且必要的考量；該備忘錄亦稱美對台提供武器的性能與數量完全依據中國大陸對台灣所構成的威脅而定，無論在數量還是性能上，台灣的防衛能力都應得到維持。
2020年8月31日，美國在台協會公布了兩則解密電報。其中一則電文是1982年7月10日由時任美國國務院次卿伊格爾伯格（Lawrence Eagleburger）發給時任美國在台協會處長李潔明，提供美國對1982年「八一七聯合公報」的解釋，因這與進行中的對台軍售有關；此電報稱，美方逐步減少對台軍售的意願，取決於中華人民共和國和平解決兩岸分歧的持續承諾，若中華人民共和國採取敵對侵略的態度，或建立軍事投射能力、導致區域的不安全或不穩定，美國將增加對台軍售。而另一則電文是美國提供給台灣關於六項保證的正式內容。